# 柱焼酎
柱焼酎（はしらじょうちゅう）とは、江戸時代初期に存在した日本酒の伝統的製法用語の一つで、米焼酎や粕取り焼酎を、醸造する日本酒の醪や上槽した新酒に加える技法のこと。安全醸造の確立する前、すなわち明治時代の中ごろまでは一般的に普及していた。『童蒙酒造記』（どうもうしゅぞうき）に、醸造した酒に焼酎を入れると「味がしゃんとし、足強く候」というくだりがあり、それを以って「柱焼酎」と名付けられている。「足強く候」とは、「腐りにくい」「腐造しにくくなる」という意味に読み取れる。実際に江戸時代を通じて、酒造りは腐造の危険と背中合わせのリスクの多い事業であったため、腐造を防ぐためアルコール度数を高めるべく、焼酎を酒に添加していたと考えられる。この状況は安全醸造が確立される明治時代まで変わらず、明治中期ですら仕込んだ酒の10％は腐造して出荷できないとの計算のもとで酒蔵の経営は行なわれていた。『童蒙酒造記』（有力説1687年刊）は江戸時代初期の刊行にかかわらず、同書は江戸時代全般を通じて質・量ともに最高の内容を誇るとされる酒造指導書である。著者は不詳であるが、当時の伊丹における鴻池流の酒造技術について述べてあることから、その流派の杜氏が著したものとの見方がなされている。

## 現代の「アルコール添加」との関係
「味がしゃんとし」とは、すなわち「味がしまる」「辛口になる」といった意味に読める。したがって、現在の日本酒の製造工程におけるアルコール添加の原型であるとする識者は多い。これはすなわち「今日のアルコール添加は柱焼酎にまで遡ることができる伝統的な技法である」とする立場である。

当時は現代のような醸造アルコール（連続式蒸留焼酎）を作ることができなかったので、せめて当時に存在するアルコール度数の高い飲料である焼酎を用いたのだという考え方である。
これに対して「今日のアルコール添加の原型に柱焼酎という伝統的な技法を見ることはできない」とする立場がある。それは次のような理由による。
1. 江戸時代の日本酒は、現代の平均的な清酒に比べると、はるかに甘く重く、ちょうど今日の味醂（みりん）のような酒質であった。これを「しゃんと」させるのと、現代のすでに十分に辛い日本酒に外から別のアルコール成分を入れるのとは意味が違う。
2. 柱焼酎は腐造を防止するのが目的であったが、安全醸造が確立されている今日では腐造の危険はほぼ考えなくてよいので、その目的においてならば添加する必要はないはずである。現に、今日のアルコール添加は別の目的で行なわれている。
3. 『童蒙酒造記』には、まず質の良い米焼酎の造り方から書いてあり、その記述どおりに造れば原価も手間も大いにかかる。原価や手間を省くためにアルコール添加を行ない、それを『童蒙酒造記』に書いてある柱焼酎の現代版だと主張するのは筋が通らない。

以上のように、柱焼酎と現代アルコール添加の関係性については評価が分かれているが、かたわらでは江戸時代の柱焼酎、すなわち『童蒙酒造記』に書いてあるような、まず米焼酎から造ってそれを醸造酒に添加する方法でアルコール添加している日本酒も造られている。